# 2010年冬季奥林匹克运动会新西兰代表团
2010年冬季奧林匹克運動會紐西蘭代表團是紐西蘭派出的2010年冬季奧林匹克運動會代表團，共有16名運動員參加8個項目賽事。

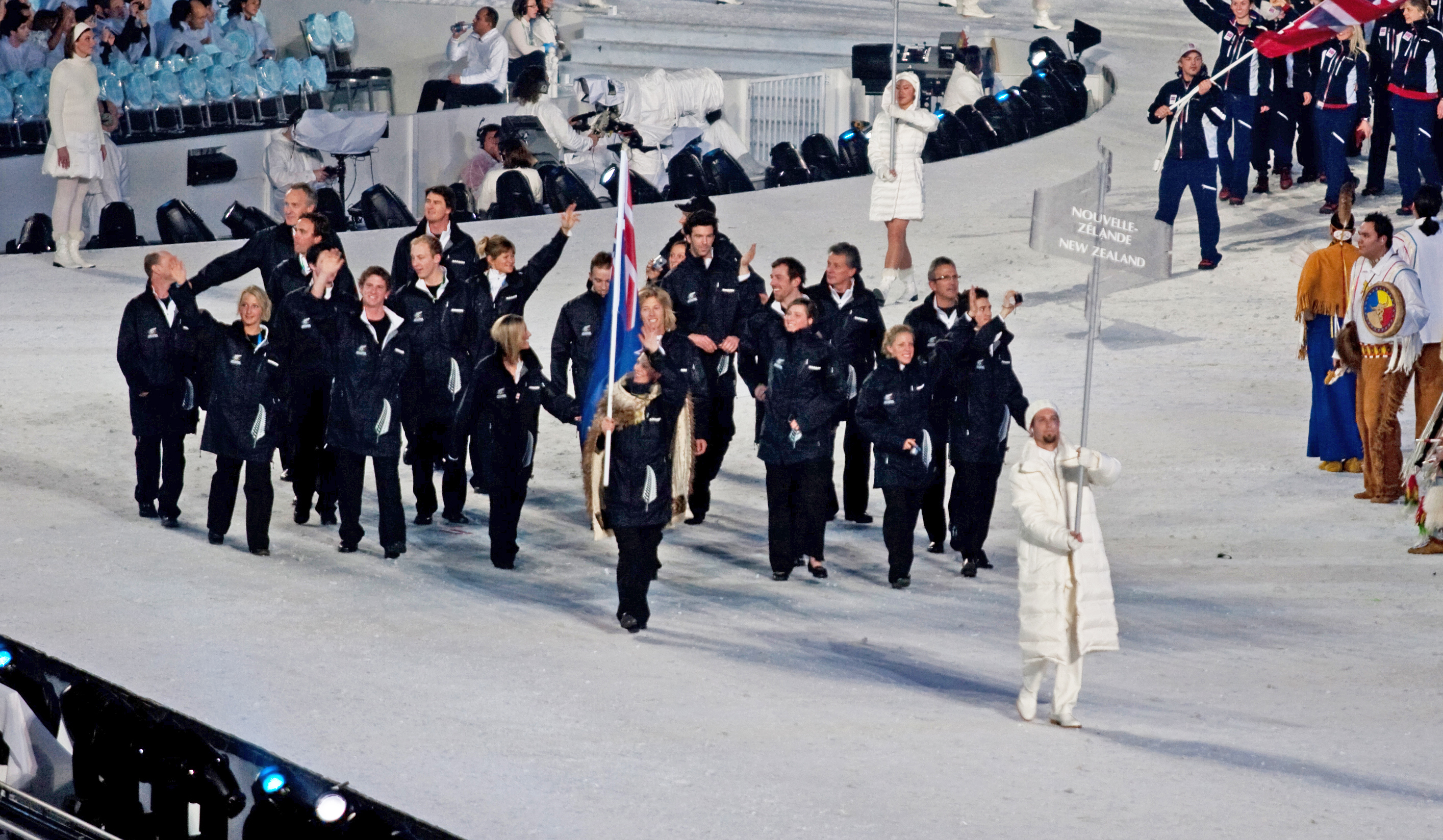
開幕典禮上紐西蘭代表團的進場